# دوغلاس ستيوارت (كاتب)
دوغلاس ستيوارت (بالإنجليزية: Douglas Stuart)‏ هو قس وكاتب أمريكي، ولد في 8 فبراير 1943.